# عرن شدقي
العرن الشدقي (بالإنجليزية: Buccal exostosis)‏ هو بروز العظم السنخي للفك العلوي أو الفك السفلي في الجهة الشدقية من جانب الخد وغالبًا لا يُعاني المريض من أي أعراض لهذا يعتبر البعض هذعه الحالة تباين تشريحي بين الأشخاص وليست مرضًا يجب علاجه، يُعتقد أن العظام السنخية تصبح مفرطة التصنع إذ تتكون من العظم القشري والعظم التربيقي مع سطح خارجي أملس.

## العلامات والأعراض
تتمثل أعراض العرن الشدقي بالنتوءات العظمية غير الخبيثة ولا تحتوي على أوعية دموية مغذية.
غالبًا لا يُصاحب العرن الشدقي أي أعراض أو ألم لقنها قد تولد قلقًا للمريض بالنسبة للجمالية أو صعوبة التنظيف بفرشاة الأسنان أو ضعف صحة اللثة نتيجةً لاستقرار الطعام في البروز العظمي وهذا ما يسبب نزيفًا عند تنظيف الأسنان بالفرشاة.
يظهر البروز العظمي في الجهة الشدقية في المراهقة ويزداد حجم البروز ببطء شديد مع مرور الوقت، عادةً ما يظهر العرن الشدقي في كلا الجهتين أعلى الضواحك والأضراس وينتشر في الفك العلوي أكثر من الفك السفلي كما يُصاب الذكور أكثر من الإناث.

## التشخيص
يمكن تشخيص العرن الشدقي من خلال الفحص السريري والتصوير الإشعاعي للتجويف الفموي، يظهر العرن الشدقي سريريًا على شكل قطعة عظمية مفردة من العظم السنخي في أحد الجانبين أو كليهما في منطقة الأضراس والضواحك، غالبًا ما يكون البروز أملسًا لكنه قد يكون حادًا في بعض الأحيان.
غالبًا ما يكون العرن الشدقي غير مؤلم ومحدود ذاتيًا إلا أنه قد يسبب قلقًا للمريض من الناحية الجمالية وتجمع الطعام ونظافة الفم.
كما يمكن تشخيص العرن الشدقي بالتصوير الشعاعي إذ يظهر العرن على شكل تركيب مدور وواضح أعلى جذور الأسنان التي غالبًا ما تكون جذور الضواحك والأضراس، يمكن استخدام التصوير الشعاعي البانورامي لزيادة دقة التشخيص.
يمكن أخذ خزعة من مكان العرن الشدقي لتأكيد التشخيص ولكن هذه العملية ليست شائعة الاستخدام.

## إدارة المرض
لا يتطلب العرن الشدقي معالجة في أغلب الحالات إذا لم يكن مصاحبًا للألم أو الحساسية، يُعطى المريض مجموعة من النصائح التي تساعده في التعامل مع الحالة مثل التنظيف بالفرشاة بعناية واستخدام غسول الفم مرة واحدة يوميًا لإزالة بقايا الطعام العالقة.
قد تصاحب أمراض اللثة العديد من حالات العرن الشدقي نتيجة لتراكم بقايا الطعام لذلك يجب أن يحرص المريض على مراجعة اختصاصي اللثة وأمراض ما حول الأسنان بشكل دوري.
فيما يلي بعض الحالات التي تتطلب التدخل الجراحي والعلاج:
- إذا كان النسيج الذي يغطي العظم يتعرض للرض الدائم نتيجةً لتماسه الحاد مع الطعام.
- إذا كان المريض يحتاج إلى طقم أسنان جزئي أو كامل ولا يمكن أن يثبت بوجود العرن الشدقي.
- إذا كان نمو العرن الشدقي كبيرًا جدًا ويزداد بمرور الوقت.
- إذا كان المريض يسعى وراء الأغراض الجمالية.[8]

يمكن أن يُزال العرن الشدقي بعملية جراحية بسيطة تحت التخدير الموضعي ولن يتكرر ظهوره مرة أخرى على المدى البعيد، يُعطى المريض مجموعة من التعليمات الروتينية بعد اكمال العملية الجراحية مع تناول المضادات الحيوية وتُزال الخيوط الجراحية بعد أسبوع وتتابع الحالة لعدة أشهر.

## علم الأوبئة
يتواجد العرن الشدقي لدى الذكور أكثر من الإناث.

## الأسباب
سبب تكون العرن الشدقي غير واضح، ولكنه قد يتضمن صرير الأسنان (انقباض الأسنان وطحنها)، بالإضافة إلى عوامل وراثية. وعادة مايظهر في مرحلة مبكرة من البلوغ.

## العلاج
بشكل عام لا تتطلب الأعران الشدقية أي علاج. ولكن قد يتعرضوا بسهولة لإصابة فتؤدي إلى قرحة في الفم. أو قد تساهم الإصابة إذا أصبحت كبيرة في حدوث أمراض دواعم السن، أو قد تتعارض مع ارتداء طقم الأسنان. إذا سبب العرن الشدقي أي مشاكل، فإنه يتم ازالته بعملية جراحية بسيطة باستخدام مخدر موضعي.

## الانتشار
ينتشر في الذكور أكثر من الإناث، يحدث بمعدل حوالي 5:1. وله ارتباط شديد بوجود النتوء الحنكي وحيد الفك السفلي.